# Daniel Waterland

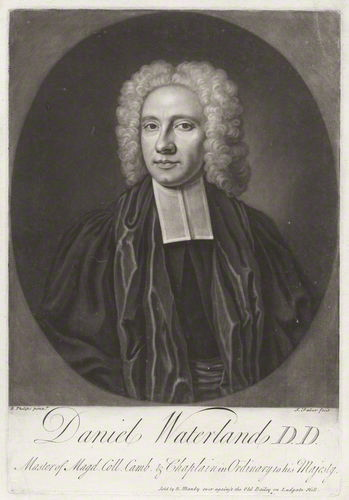
Daniel Waterland

Daniel Waterland (* 14. Februar 1683 in Walesby, Lincolnshire; † 23. November oder 23. Dezember 1740) war ein englischer Theologe der Church of England zu Beginn des 18. Jahrhunderts.

## Leben
Waterland besuchte die Schule in Lincoln, bevor er an das Magdalene College der University of Cambridge ging. Dort schloss er 1703 mit dem Bachelor of Arts (B.A.) und 1706 mit dem Master of Arts (M.A.) ab. Er wurde am 7. Juni 1705 ordiniert und am 9. März 1705 Priester. Danach durchlief er verschiedene Stationen, bis er im Jahre 1713 Master des Magdalene College wurde. Diese Position bekleidete er bis zu seinem Tode und war daneben noch seit 1722 Chancellor des Erzbistums York und ab 1730 Archidiakon von Middlesex.
Waterland war mit Theodosia Tregonwell verheiratet, der Tochter des Theologen John Tregonwell. Er wurde 1740 in Windsor, Berkshire begraben.

## Wirken
Waterland war ein scharfer und oft kontroverser Streiter um die orthodoxe Doktrin der Dreieinigkeit. Sein Hauptwerk entstand im Jahre 1724: A critical History of the Athanasian Creed: Representing the Opinions of Antients and Moderns concerning it: with an Account of Manuscripts, Versions, and Comments, and such Other Particulars as are of Moment for the Determining the Age, and Author, and Value of it, and the Time of its Reception in the Christian Churches.

## Veröffentlichungen
- A Vindication of Christ's Divinity: Being a Defence of some Queries, relating to Dr. Clark’s Scheme of the Holy Trinity, in Answer to a Clergy-Man in the Country. Printed for C. Crownfield, Cambridge 1719.
- The Case of Arian Subsciption Considered in the Answer in a Late Pamphlet Entituled: The Case of Subscription to the XXXIX Articles Considered. W. and J. Innys, 1722.
- A Further Vindication of Christ's Divinity. London 1724.